# Skärmarbrink
Skärmarbrink is een station aan de groene route van de metro van Stockholm op 2,7 spoorkilometer ten zuiden van Slussen. Het station is onderdeel van de eerste volwaardige metrolijn die op 1 oktober 1950 werd geopend. Het station ligt iets ten zuiden van de voormalige tramhalte Skogshyddan van de Enskedebanan die door de metro werd vervangen.
Ten zuiden van het station is de toerit naar de centrale werkplaats, depot Hammarby, van de Stockholmse metro. Het station heette ook Hammarby tot de opening van lijn T17 op 17 april 1958. Sindsdien is er sprake van een splitsing waarbij de treinen op lijn T17 de sporen aan de buitenzijde van de eilandperrons gebruiken en lijn T18 die aan de binnenzijde. De treinen van lijn T17 uit het zuiden kruisen over een viaduct aan de zuidkant lijn T18 en de toerit naar de werkplaats.
De toegang tot het station ligt aan de zuidkant van de perrons een is te bereiken via een loopbrug tussen de Pelargatan en de Palandargatan. In 1990 werden verschillende bronssculpturen van Carl Magnus op het perron geplaatst. In 2013 werden de oorspronkelijke tourniquets vervangen door moderne exemplaren van glas.

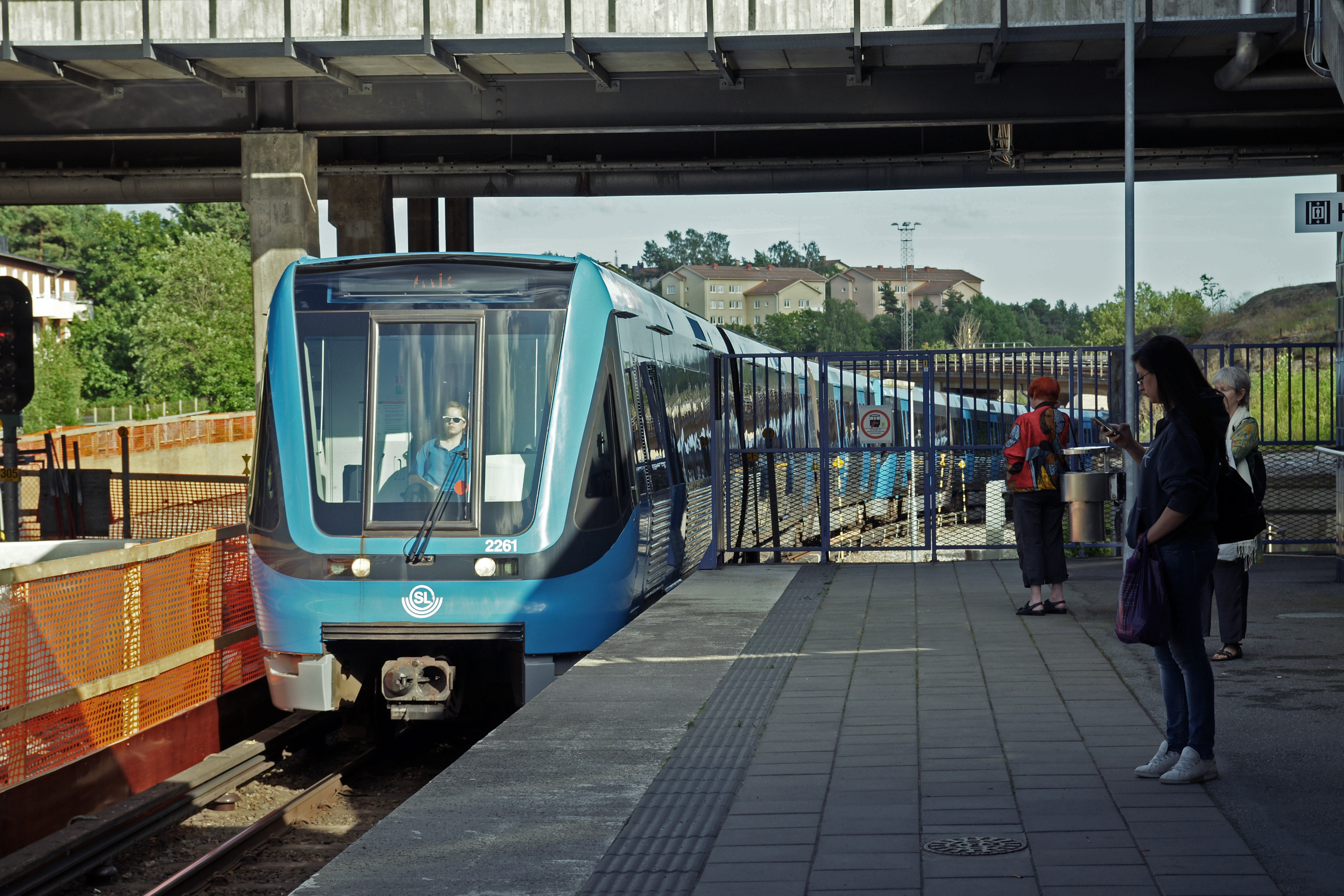
De metro van lijn T18 richting het noorden rijdt het station binnen
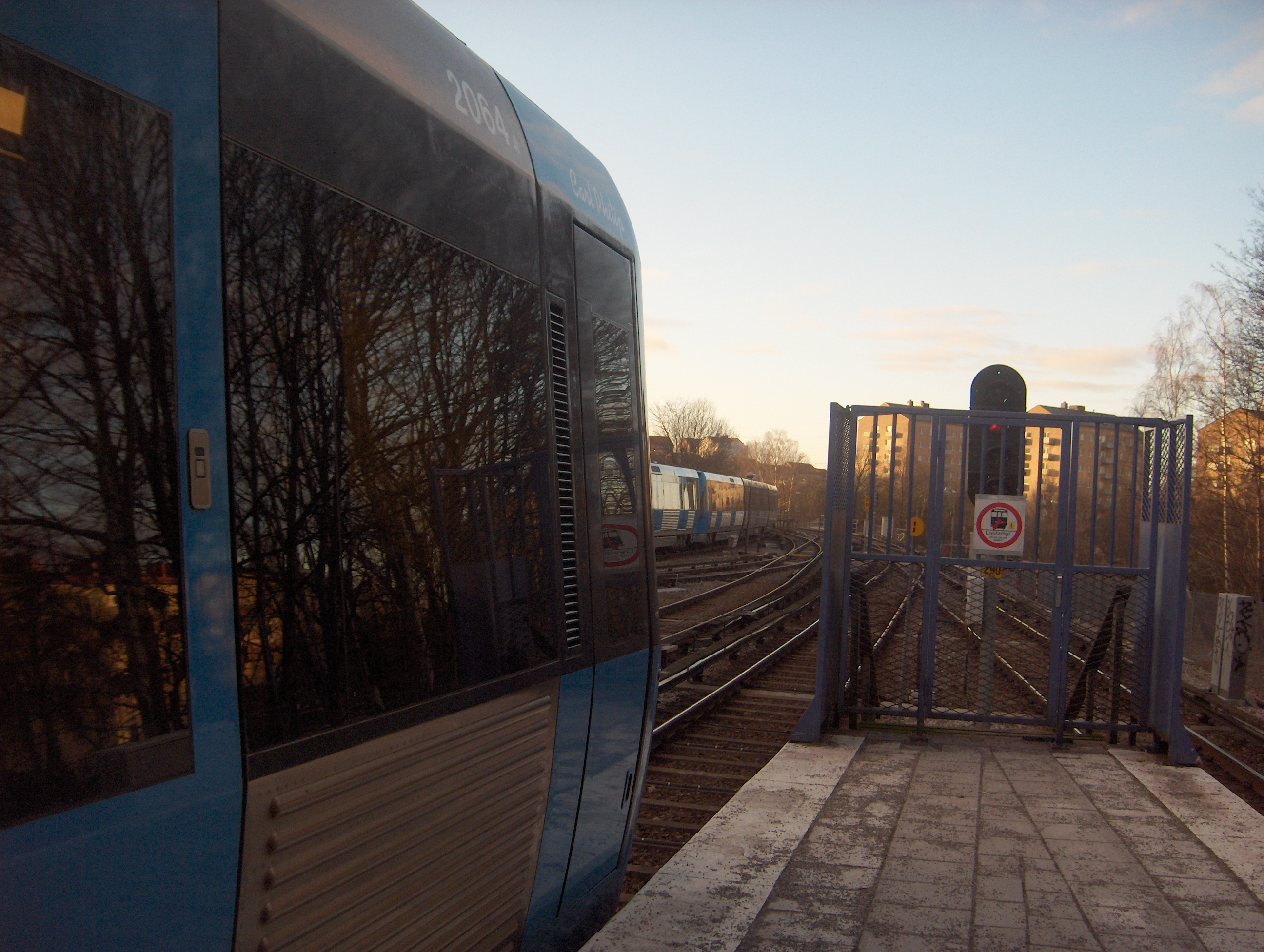
De samenvloeiing van de lijnen T17 en T18 bij Skogshyddan aan de noordkant van het station
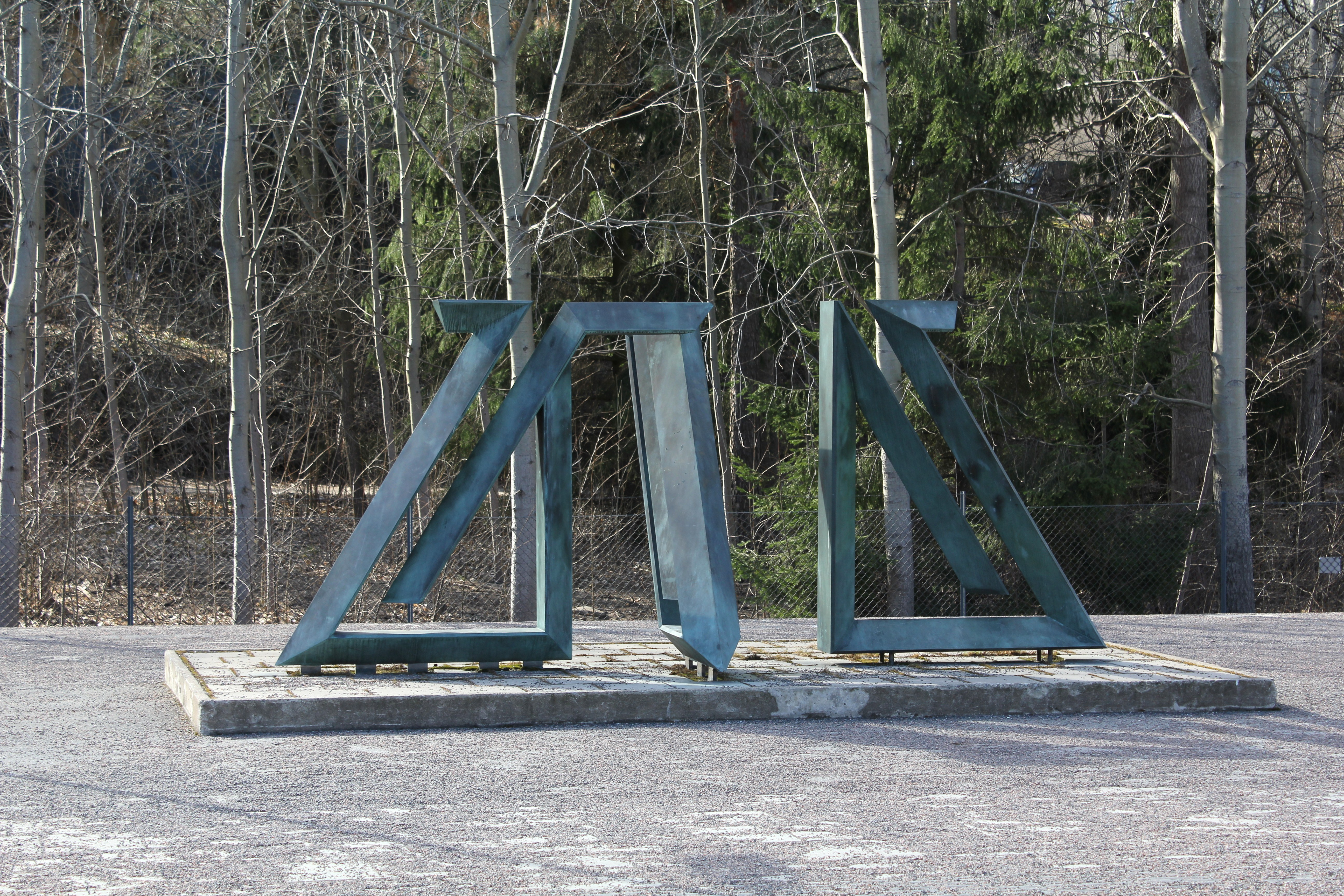
Een van de bronssculpturen

Åkeshov· 
Brommaplan·
Abrahamsberg· 
Stora Mossen· 
Alvik · 
Kristineberg · 
Thorildsplan  · 
Fridhemsplan · 
S:t Eriksplan · 
Odenplan  · 
Rådmansgatan  · 
Hötorget · 
T-Centralen ·  
Gamla Stan · 
Slussen · 
Medborgarplatsen ·  
Skanstull · 
Gullmarsplan ·  
Skärmarbrink·  
Hammarbyhöjden·  
Björkhagen·  
Kärrtorp ·  
Bagarmossen·  
Skarpnäck
Alvik · 
Kristineberg · 
Thorildsplan  · 
Fridhemsplan · 
S:t Eriksplan · 
Odenplan  · 
Rådmansgatan  · 
Hötorget · 
T-Centralen ·  
Gamla Stan · 
Slussen · 
Medborgarplatsen ·  
Skanstull · 
Gullmarsplan ·  
Skärmarbrink ·  
Blåsut·  
Sandsborg·  
Skogskyrkogården ·  
Tallkrogen·
Gubbängen·  
Hökarängen·
Farsta·
Farsta strand